# Pursaklar
Pursaklar ist eine Stadtgemeinde der Provinz Ankara, deren Gebiet sich mit dem des gleichnamigen İlçe (staatlicher Verwaltungsbezirk) deckt. Die Gemeinde gehört zur Großstadtkommune Ankara (Ankara Büyükşehir Belediyesi) und bildet eine von deren Stadtteilsgemeinden (Stadtbezirken). Pursaklar ist von der Kernstadt von Ankara, die von den Stadtteilsgemeinden Altındağ, Çankaya, Etimesgut, Keçiören, Mamak und Yenimahalle gebildet wird, durch den Autobahnring räumlich getrennt und liegt an der Straße vom Stadtzentrum Ankaras zum Flughafen Esenboğa.

## Geschichte
Das erst 2008 gegründete İlçe Pursaklar ist eines der jüngsten İlçe der Provinz Ankara, der Ort blickt aber auf eine lange Geschichte zurück. Der alte Name des 1463 von Angehörigen oghusischer Stämme gegründeten Dorfes lautete Busaklar. Das Wort Busak oder Busağ bedeutet in etwa Terrasse. Ursprünglich soll das Dorf in der Ebene von Çubuk gelegen haben. Vor 150 bis 200 Jahren sollen die Einwohner vor Räubern und deren Überfällen an die Stelle geflohen sein, wo heute die Siedlung Eskiköy liegt. Nach Erdrutschen wurde im Jahr 1966 Pursaklar an die heutige Stelle verlegt. Nach einem Dokument aus dem Jahr 1530 lag das Dorf im Kaza (osmanischer Gerichtsbezirk und administrativer Vorläufer des İlçe) von Çubuk und bildete teils ein Tımar, teils gehörte es der Stiftung der auch „Karamedrese“ genannten Melike Hatun Medresesi in Ankara.
Nach der Gründung der Republik Türkei gehörte Pursaklar, das seit dem Türkischen Befreiungskrieg ein rasantes Bevölkerungswachstum erfuhr, zum İlçe Keçiören. 1987 erlangte Pursaklar den Status einer Belediye und wurde 2008 selbst zum İlçe (Gesetz Nr. 5747) erhoben.
Pursaklar wird gegenwärtig (2022) in 21 Mahalle gegliedert, die durchschnittlich 7730 Einwohner haben. Der größte Stadtbezirk ist der zentrale Stadtbezirk (Merkez Mah.) mit 39.956 Einwohnern.